# Wrzeciono (konchiologia)
Wrzeciono – pełna lub pusta w środku wewnętrzna część muszli, która powstała przez stykające się, przyległymi do osi muszli ścianami, skręty. Kiedy skręty nie przylegają, powstaje tzw. dołek osiowy.